# Complexo do Alemão
Der Complexo do Alemão (deutsch: „Bereich des Deutschen“, Spitzname Gaza do Rio) ist eine große Favela in Rio de Janeiro, die aus 25 Siedlungen besteht. Der Name leitet sich ab von dem ursprünglichen Besitzer einer Fazenda innerhalb der heutigen Favela, dem Polen Leonard Kaczmarkiewicz, der für einen Deutschen gehalten wurde.
Complexo do Alemão liegt in direkter Nachbarschaft zur Favela Vila Cruzeiro.
Die Favela wurde im November 2010 von Polizei und Militär gestürmt und soll von Einheiten der Unidade de Polícia Pacificadora dauerhaft besetzt werden, um die Herrschaft des Comando Vermelho zu brechen. Aus dem Jahr 2010 stammt auch die letzte Volkszählung in Rio de Janeiro, danach betrug die Einwohnerzahl 69.143 Favelabewohner.
Am 7. Juli 2011 nahm eine Gondelbahn, die Teleférico do Alemão den Betrieb auf. 152 Gondeln verkehrten zwischen den sechs Stationen Bonsucesso, Morro do Adeus, Morro da Baiana, Morro do Alemão, Itararé und Palmeiras. 2016 wurde der Betrieb wieder eingestellt, da der Staat das Geld für den Betrieb seit April 2016 an das Betreiberkonsortium nicht mehr aufbringen konnte.
Bekannte Siedlungen im Complexo sind:
- Morro da Baiana
- Morro do Alemão
- Favela da Alvorada
- Favela Nova Brasília
- Favela Pedra do Sapo
- Favela das Palmeiras
- Favela Fazendinha
- Favela da Grota
- Favela da Matinha
- Morro dos Mineiros
- Favela do Reservatório de Ramos
- Favela das Casinhas
- Morro do Adeus
- Favela Areal
- Morro do Coqueiro

## Demographie
- Fläche: 2,96 km² (2003)
- Bevölkerung: 69.143 (2010)
- Haushalte: 21.272 (2010)

Quelle: